# Macropora africana
Macropora africana är en mossdjursart som beskrevs av Hayward och Cook 1983. Macropora africana ingår i släktet Macropora och familjen Macroporidae. Inga underarter finns listade i Catalogue of Life.